# Corydalis brevipedicellata
Corydalis brevipedicellata är en vallmoväxtart som beskrevs av M. Lidén. Corydalis brevipedicellata ingår i släktet nunneörter, och familjen vallmoväxter. Inga underarter finns listade i Catalogue of Life.